# ソフトバンクの主な携帯電話端末納入メーカー
ソフトバンクの主な携帯電話端末納入メーカー（ソフトバンクのおもなけいたいでんわたんまつのうにゅうメーカー）では、ソフトバンクの主な携帯電話端末納入メーカーについて詳細に説明する。

## 現在の納入メーカー
（2025年7月現在）
- 日本メーカー
  - シャープ
  - ソニー
  - FCNT
  - 京セラ
- 海外メーカー
  - Apple
  - Google
  - Samsung
  - OPPO
  - Xiaomi
  - ZTE
  - Motorola
  - Leica

## 現在、端末を供給しているメーカー

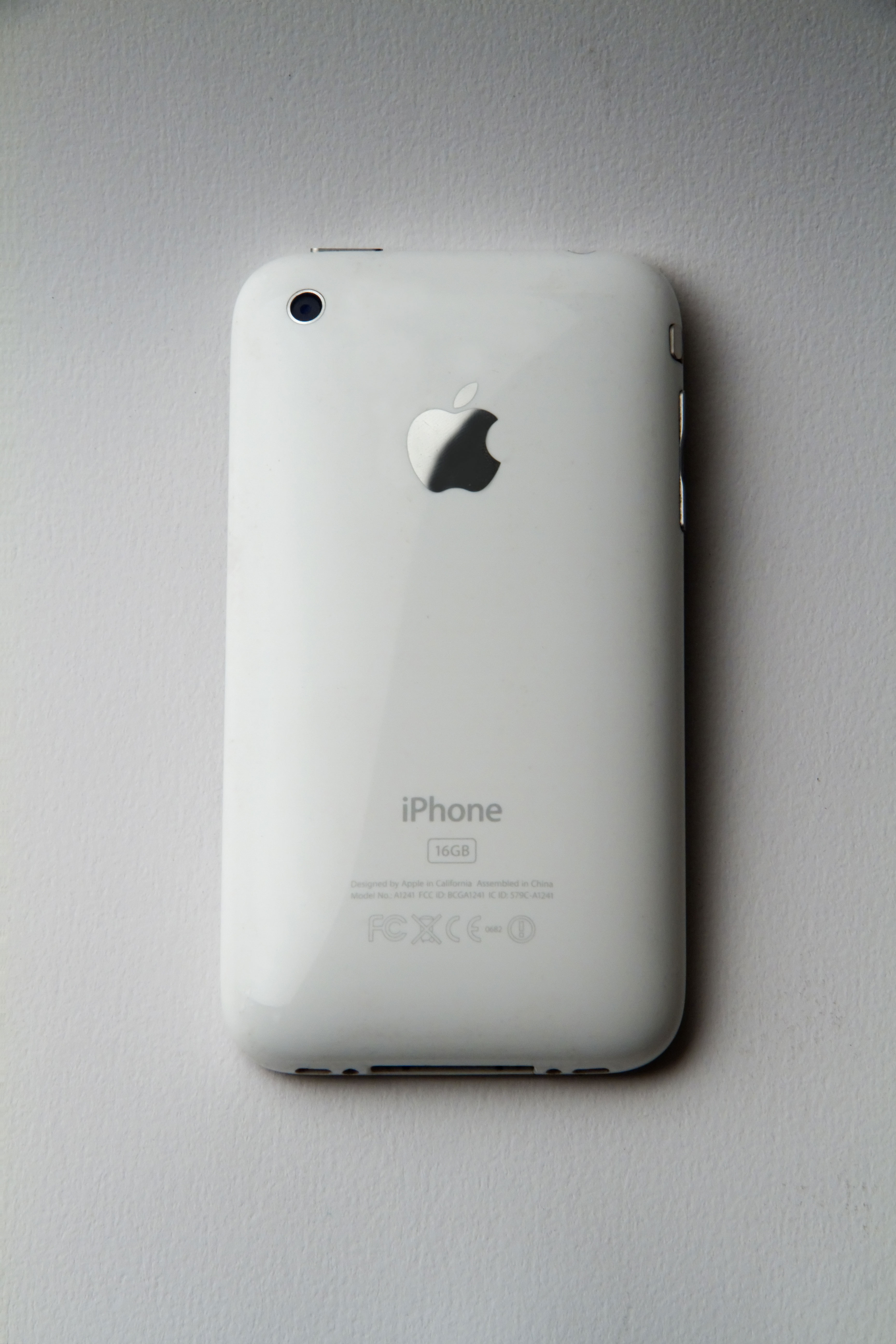
iPhone 3G 2008年

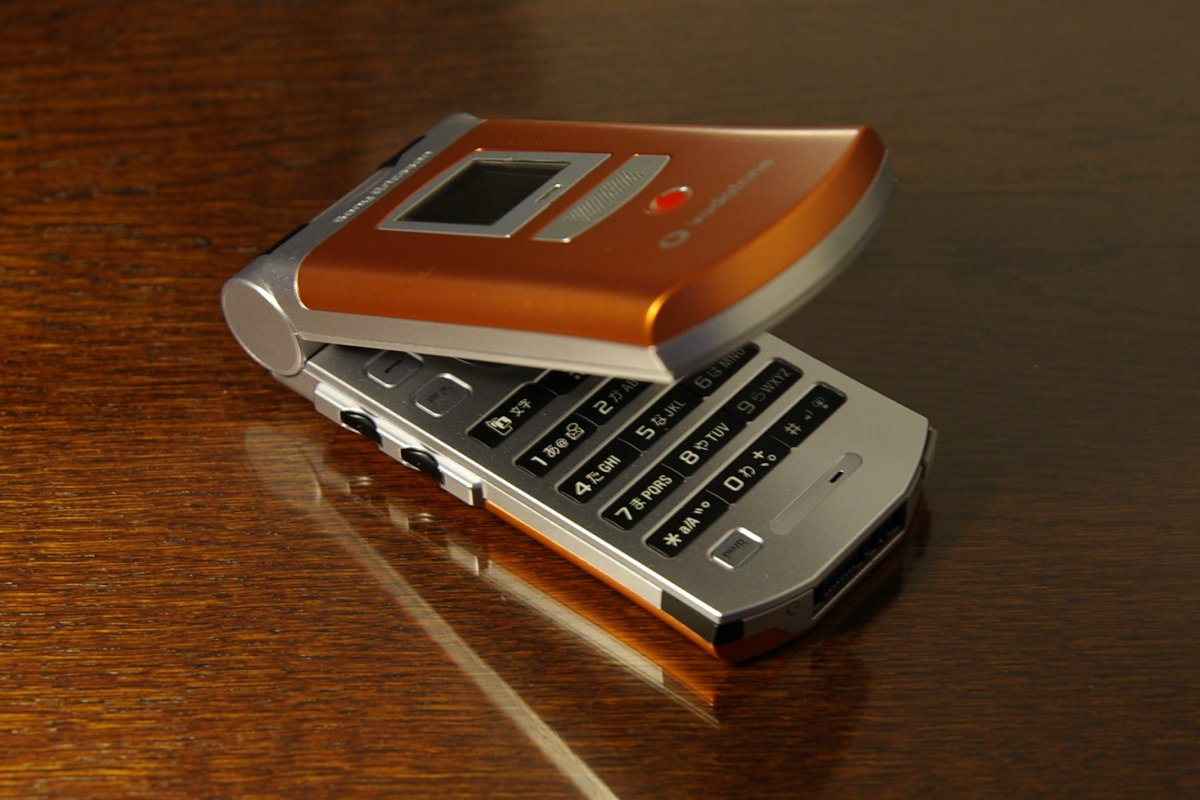
802SE 2004年

デジタルツーカー（以下DTと略）時代は箱に記載されたメーカー略称の文字色（SH、Dなど）、J-フォン（以下JPと略）時代は取扱説明書の表紙の色が各メーカーごとに異なっていた。ここではそれについても記載する。
73X、82X、92X以降の国内メーカーの機種（73X、93X以降のサムスン電子製を含む）で採用されている3G端末向け共通ACアダプタはシャープ製である。なお、スマートフォン向けの共通ACアダプタは、ホシデンが製造し、ソフトバンク株式会社販売ではなく、ソフトバンク コマース&サービスが販売を担当をしている。

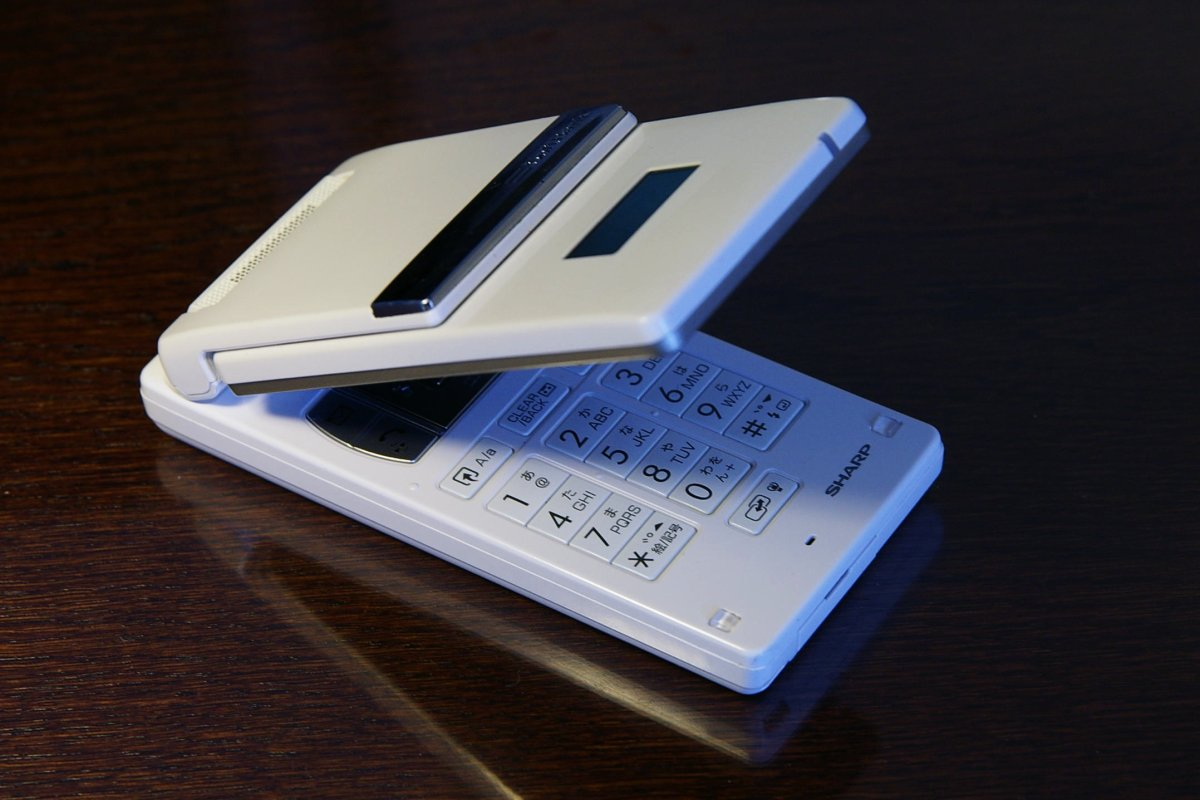
911SH 2006年

シャープ

略称「SH」（デジタルホン時代は「DP-20X」）（DT:薄い橙、JP:黄色）
ハイエンド機からローエンド・プリペイド機まで、数多く端末を供給するメーカー。機種数が多いことや液晶の性能の高さからか、ソフトバンクモバイルの中でも一番人気のメーカー（2010年1月は、国内シェアNo.1）であった。特に液晶の技術があり、カラー化・高画質化もハイペースで行われた。
端末提供はJ-PHONE時代からと長く、携帯電話ではドコモF502iに次いで登場したカラー液晶機種（J-SH02 1999年秋発売）、現在のカメラ付き携帯電話の定礎になる機種（J-SH04 2000年冬発売）（カメラの搭載だけで言えば前年発売されたVP-210が既に搭載していた）、携帯電話初のTFT液晶機種（J-SH05 2000年11月）、SDメモリーカード対応（J-SH51 2002年春発売）、QRコード対応（J-SH09・J-SH52 2002年秋発売）、メガピクセル機種（J-SH53 2003年夏発売）、光学ズーム搭載（V602SH 2004年夏発売）、モーションコントロールセンサー搭載（V603SH 2005年2月発売）、携帯初VGA液晶搭載（904SH 2006年4月発売）など、携帯電話において「業界初」機種を数多く手がける。
同社初のJava搭載携帯電話（J-SH07 2001年夏発売）も、シャープで製造された。この機種は他にも、カメラやTFT液晶等を装備し、折りたたみ式の形状と、当時のトレンドをおさえた製品だった。そのため登場時は「J-PHONE史上最強のケータイ」と謳われ、大ヒットを記録した。
当時はNTTドコモへの端末の供給を一時的に休止していた時期もあったが、2002年よりドコモ向け端末をリリース。後に2005年にはウィルコム向け端末をリリース、2006年にはau向け端末をリリース。そして、2007年3月にはイー・モバイル向け端末もリリースし、2010年現在日本の携帯電話やPHSの全キャリアに端末を供給する唯一の端末メーカーとなっている（ツーカーにはサービス終了まで端末を供給しなかった。イー・モバイル参入前は三洋電機が全キャリアに納入していた）。
2006年5月には、ボーダフォン時代唯一（ソフトバンク初）のワンセグ対応機種、905SH（通称:AQUOSケータイ）を発売。11月には3インチ画面を搭載した後継機の911SH、業界最高の500万画素AF+光学3倍ズームなどを搭載、デジタルカメラ顔負けの使い勝手を実現した910SHを同時発売。また、2007年2月には、パントン社とのコラボレーションによる24色展開の端末812SH、夏にはAQUOSケータイ第3弾となる912SHをはじめ、812SHベースのシンプル端末の「GENT」シリーズの初代812SHsなどを発売。シャープ製音声端末としては初となるスライド式端末のFULLFACEなど2機種を順次発売した。2007年冬に、シャア専用携帯こと913SH G、2008年には、インターネット機能を重視したインターネットマシンを発売。
2008年夏モデルとして、現在ソフトバンクモバイルで提供されているほとんどのサービスをサポートする第5世代AQUOSケータイ 923SH、シャープ初となる防水機種THE PREMIUM WATERPROOF 824SH等を発表した。また、2008年冬から、カメラ重視の端末の販売を再開し、2009年夏には、AQUOS SHOTという名で933SHを販売、冬には12メガピクセルのカメラとケータイWi-Fiに対応した940SHを販売する。
2008年春モデルまでは、発話キーと終話キーの配置が他の端末と異なっていた。
一時期、ソフトバンク内のシャープ製端末は、高機能カメラ端末（945SH　括弧内は端末例、以下同様）、サイクロイド型端末（943SH）、フルスライド端末（941SH）、ソーラーパネルケータイ(936SH)、ウォータープルーフケータイ（935SH）、シンプルモデル（841SH）、シニア向けのGENTシリーズ（841SHs）の7種類で主に展開された。
2010年冬、スマートフォン003SH、005SHをソフトバンク向けに初めて投入した。
2011年現在、ソフトバンクの約半分のラインナップはシャープ製品が占めており、また売り上げランキングから見てもシャープ端末が常に上位を占めていることから、以前よりもより「シャープ王国」と言える状態になっている。
2015年冬以降、ソフトバンクとしては初となるガラホ、SoftBank 501SHを発売する予定。Y!mobileブランドへも、504SHとして、同等の機能を有する端末を提供予定。
2021年夏にはライカと共同開発したLEITZ PHONE 1を発売。
Apple
2008年6月11日初めて投入。最初の機種はiPhone 3G。2009年6月26日にはiPhone 3GSを販売。
2010年5月8日、5月10日よりiPadを予約受付、5月28日より販売することを発表。
以降、iPhone、iPadの最新機種を投入している。
2011年10月発売のiPhone 4Sからauからも販売されるようになり、SoftBankの独占状態は終止符を打った。その後2013年のiPhone 5sからNTTドコモでも販売された。

ZTE
略称「Z」「ZT」
2010年夏モデルから、かんたん携帯 SoftBank 840Zを発売して以降、データ通信端末や、スマートフォン、みまもりシリーズなど幅広く供給し、なかでも、みまもりケータイ 005Zは週間売り上げ台数がiPhone 4に継ぐなどの人気を博している。
近年はシンプルスタイル（プリペイド）専用モデルとして、フィーチャーフォンのSoftBank 301Z（2014年6月発売）やスマートフォンの「BLADE Q+」（2015年10月発売）、「Libero 2」（2017年9月発売）を発売している。
京セラ
略称「K」「KC」（デジタルツーカー時代は「KC」）
デジタルツーカー時代にタイプKCなどの端末の供給以来であり、2011年冬モデルのHONEY BEE 101Kで参入。
しばらくはグループ会社のウィルコム向けにも発売されているHONEY BEEシリーズのスマートフォンがメインだったが、2013年夏モデルのDIGNO R 202Kで京セラ製スマートフォンのメインブランドであるDIGNOシリーズの端末も発売するようになった。
2013年発売の202Kを最後にしばらく供給されていなかったが、2015年2月27日に発売されたDIGNO U（ワイモバイル向けDIGNO C 404KCの兄弟機）で復帰した。
2016年2月26日に、京セラ初の4G ケータイとなるDIGNO ケータイ（SoftBankブランド向け）、DIGNO ケータイ 502KC（Y!mobileブランド向け）を発売。
ソニー (旧ソニーモバイルコミュニケーションズ、ソニー・エリクソン・モバイルコミュニケーションズ)

略称「SE」（ボーダフォン時代）「SO」（ソフトバンク時代）（J-フォン時代はエリクソンは供給無し、ソニーは後述。）（DT:紫、JP:薄い青）
NTTドコモやau向けに供給している製品が、日本を拠点に開発されている旧ソニー寄りの端末である一方で、ボーダフォン時代に投入された製品はヨーロッパの拠点で開発された製品を日本語化した旧エリクソン寄りの端末だった。そのためジョグダイヤルやPOBoxは搭載されておらず、日本独自の仕様である着うたサイトやゲームサイト・インターネットバンキングサイトにはほぼ対応していない。日本向けとして発売されたのは唯一802SEのみであり、それ以降はソニーエリクソンの会社方針により端末を供給していない。
ソニーエリクソンは、経営立て直しの一環で日本以外の国でのCDMA2000の開発から撤退しGSMに注力（DoCoMoのFOMA端末納入は、Symbianを使用した共同開発によるもの）しており、802SEでの再参入はUMTS(3G)とのDual Chipsetを使用したボーダフォングループのコンバージェンス端末の日本語化により可能となった。
ソニーモバイルに社名変更後も供給のない状態が続いていたが、2014年10月にXperia Z3を供給すると発表し、約10年ぶりに再参入、またソニーグループのスマートフォンとして初めてのソフトバンクでの販売となった。
なお、親会社であるソニーは2010年にPhotoVision DPF-NS70を供給していた。

モトローラ・モビリティ(旧・モトローラ)
略称「MO」(モトローラ)・「M」(モトローラ・モビリティ)
702MO、702sMOがVodafone 3Gとして発売されるも、メールアドレスの特定の場所に、(.)の入ったメールアドレスが電話帳に登録できない等の仕様上の制限・問題が多く、発売から数ヶ月で店頭・カタログ等から抹消された。
702MO/sMO以後はボーダフォン（日本）への供給はなく完全撤退した。日本国内ではNTTドコモへの供給がしばらく続いていたが、2008年3月、モトローラは携帯電話部門の分社化を発表した。
モトローラ・モビリティになってからはau(KDDI・沖縄セルラー)向けへの供給がメインだったが、2012年冬モデルのRAZR M 201Mで再参入。
その後、2019年までモトローラのスマートフォンは販売されていなかったが、2020年春に5Gスマートフォンの初期ラインアップとしてrazr 5Gを発表した。2023年にはY!モバイル向けにmoto g53y 5Gを発売。
サムスン電子
略称「SC」（ボーダフォン時代は「SS」）
2006年春に804SSで日本向けに初めて携帯電話を投入。本体の薄さが14.9ミリと薄いのが特徴。（発売当時、世界最薄の折りたたみ型第三世代携帯電話であった）外部メモリー非装備以外は日本の携帯電話のトレンドを取り入れており、QVGA液晶やメガピクセルカメラなどを装備している。また、ユーザインターフェースも日本の携帯電話に準じたものとなっている。
ソフトバンクになってからは、ボーダフォン時代からみても久しぶりとなるスライド式携帯電話705SCおよび折りたたみタイプの706SCが、10月上旬に発売している。その後、11月にはSoftBankとしては最薄型となる707SCや、Yahoo!ケータイ対応としては初となる3Gハイスピード対応の709SCを12月29日に、W-CDMA通信方式で世界最薄の708SCなどが発売。また、ワンセグ対応の805SCも2007年6月中旬に発売された。2008年1月には、有機ELディスプレイ搭載・500万画素カメラの920SCが発売、2008年・2009年には、OMNIAこと、930SC・931SC・940SCを発表した。
707SCIIを筆頭にプリモバイル対応の端末が多かった。
2010年11月に発売された001SC以降は新製品が発売されず、同年10月にドコモ向けとして発売されたSC-02Bのヒット以後ドコモ向けに軸足を移すようになった。しかし2009年10月発売の740SCがプリペイド端末として供給されていた。
2014年12月にタブレット端末GALAXY Tab4で供給を再開した。さらに2015年5月にGalaxy S6 edgeを発表し、Galaxyシリーズのスマートフォンが初めてソフトバンクから発売された。
2016年のGalaxy S7 edgeはソフトバンク向けには発売されず（NTTドコモとauには供給される）2024年まで供給が途絶えていたが、2025年のSamsung Galaxy S25より再びソフトバンクでのGalaxyの供給が再開。
Google

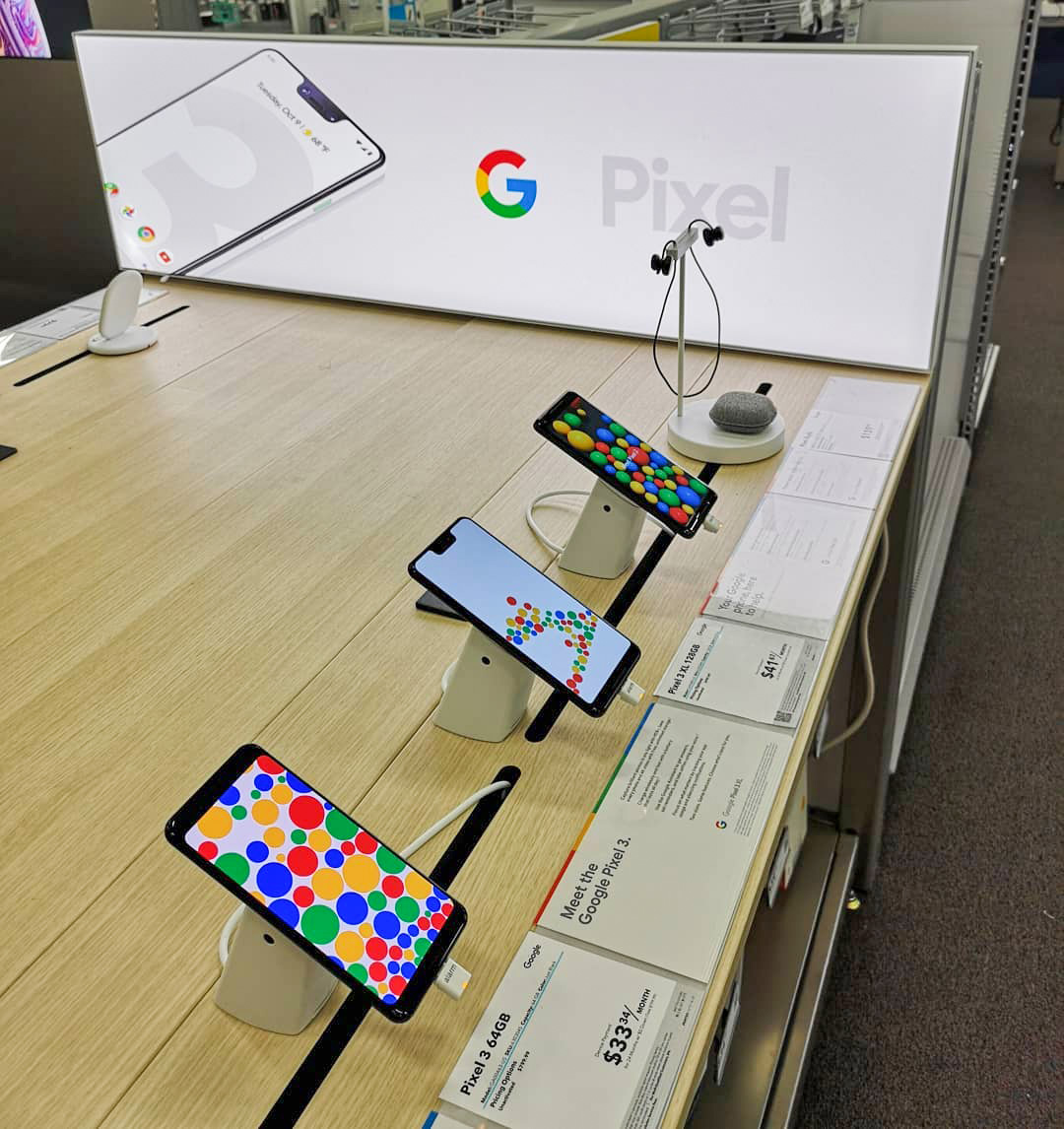
Google Pixel 3 2018

2018年11月1日初めて投入。最初の機種はGoogle Pixel 3 /3 XL。2019年10月24日にはNTTドコモがGoogleのスマートフォンの取り扱いを取りやめることで、Pixel 4 / 4 XL、4a / 4a (5G)、5a (5G)、6 Proは国内キャリア独占で発売。2020年のPixel 5はauが初めて扱い、2022年にはベースモデルに加えaシリーズとProを発売、2023年のPixel 7a、8 / 8 Pro、FoldはNTTドコモが取り扱いを再開することで、独占販売に終止符が打たれる。
ソフトバンクは、Google製品についての情報を熟知したGoogle Pixelプロダクトスペシャリストを全国のソフトバンクショップに配置する取り組みをGoogleと連携して行っている。
OPPO
2020年に5Gスマートフォンの初期ラインアップとしてOPPO Reno3 5Gの取り扱いが発表された。2023年秋には神ジューデンのラインアップとしてOPPO Reno 10 Pro 5Gを供給。
Xiaomi
2021年に初めてのXiaomi製スマートフォンとして、Redmi Note 9Tを納入。2022年には神ジューデンスマートフォンの第一弾として、Xiaomi 12T Proを発売。

## 端末供給休止メーカー(現在供給中に変更)

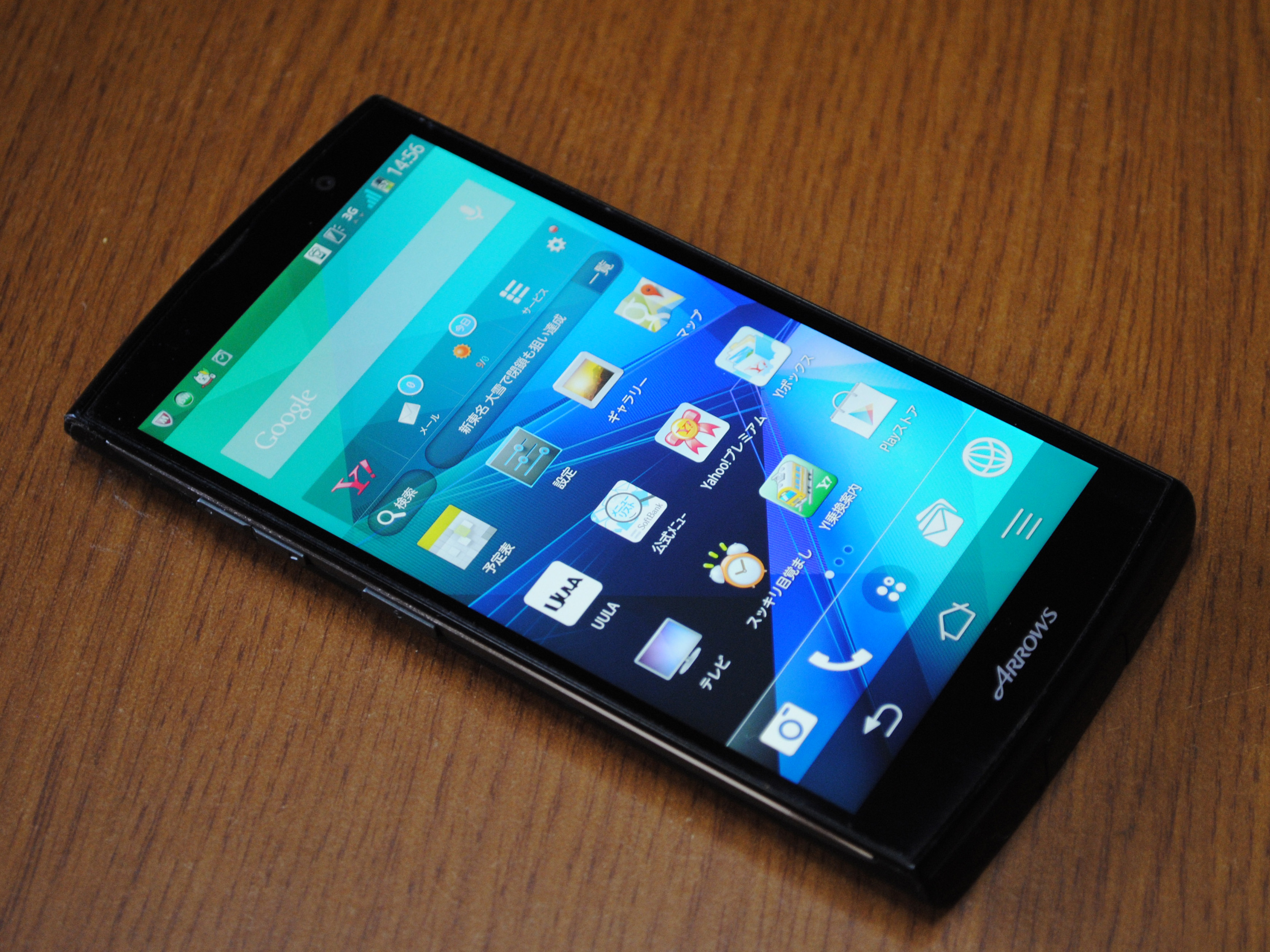
202F 2013年

FCNT (旧富士通モバイルコミュニケーションズ)

略称「F」
東芝と富士通との合併会社富士通東芝モバイルコミュニケーションズ設立によって、東芝製端末の供給はX02Tを最後に撤退した。社名が現在の名に変更されても、東芝の遺伝子は一部で継承されており、実質東芝から交代する形で、2012年夏モデルのARROWS A 101Fから参入。くーまんなど、東芝端末に搭載されたオリジナルコンテンツを楽しむことが可能である。なお、富士通本体は過去にデジタルホンでの参入経験がある（これについては後述）。
2023年5月に民事再生手続きの開始を発表し、10月よりレノボ傘下でFCNT合同会社としての事業を開始した。2021年のarrows We以降、新しいFCNTの携帯電話は販売されていない。2024年12月に後継機種arrows We2を発売した。

## 共通オプション
各端末共通オプションとして、次のものが発売されている。
- ACアダプタ(ZTDAA1、シャープ製)…3G端末用
- USBケーブル(ZTFE01)
- マルチイヤホンマイクII(ZTBBA1)
- 共通イヤホンマイク変換ケーブル(外部接続端子用)
  - ブラック(ZTCAA1)
  - ホワイト(ZTCAA2)
- ACアダプタ(microUSB 1.0A)（ZTDAC1、ソフトバンク コマース&サービス販売）
- ACアダプタ(microUSB 1.8A)（ZTDAD1、ソフトバンク コマース&サービス販売）

スマートフォン向けACアダプタは、以前は、シャープ製以外はほぼ端末製造会社の自社製品を附属品・オプションとし、シャープ製は自社製品か、上述の3G用アダプタをmicroUSBに変換するアダプタをかませて使用する形態でしか出ていなかったが、現在は、ソフトバンクモバイルではなくソフトバンク コマース&サービスが販売元（2014年3月まではソフトバンクBBであったが、BBのアクセサリサプライ部門は、同年4月よりソフトバンク コマース&サービスが継承し、同部門が外れたBBは、2015年4月1日付でソフトバンクモバイルに吸収合併され消滅）となって、ソフトバンクモバイル端末向けに提供している。また、端末メーカーからオプション設定されているACアダプタについても、在庫限りで終売予定としており、それ以降の追加購入はソフトバンク コマース&サービスのものを購入する形となる。2014年後半ごろから発売された端末については、附属設定自体がされておらず、最初からソフトバンク コマース&サービスのものを新規加入時にプラスして購入させる形を取る。
この他、ソフトバンク コマース&サービスが販売元となってソフトバンクが認定するサードパーティーサプライ商品ブランドである「SoftBank SELECTION」でも対応するSoftBank端末向けのアクセサリが販売されており、公式に利用可能。2015年3月現在は、高電圧・大出力対応のACアダプタは、上述のリストにはなく、「SoftBank SELECTION」から提供される商品が推奨されている。

## かつて、端末を供給していたメーカー

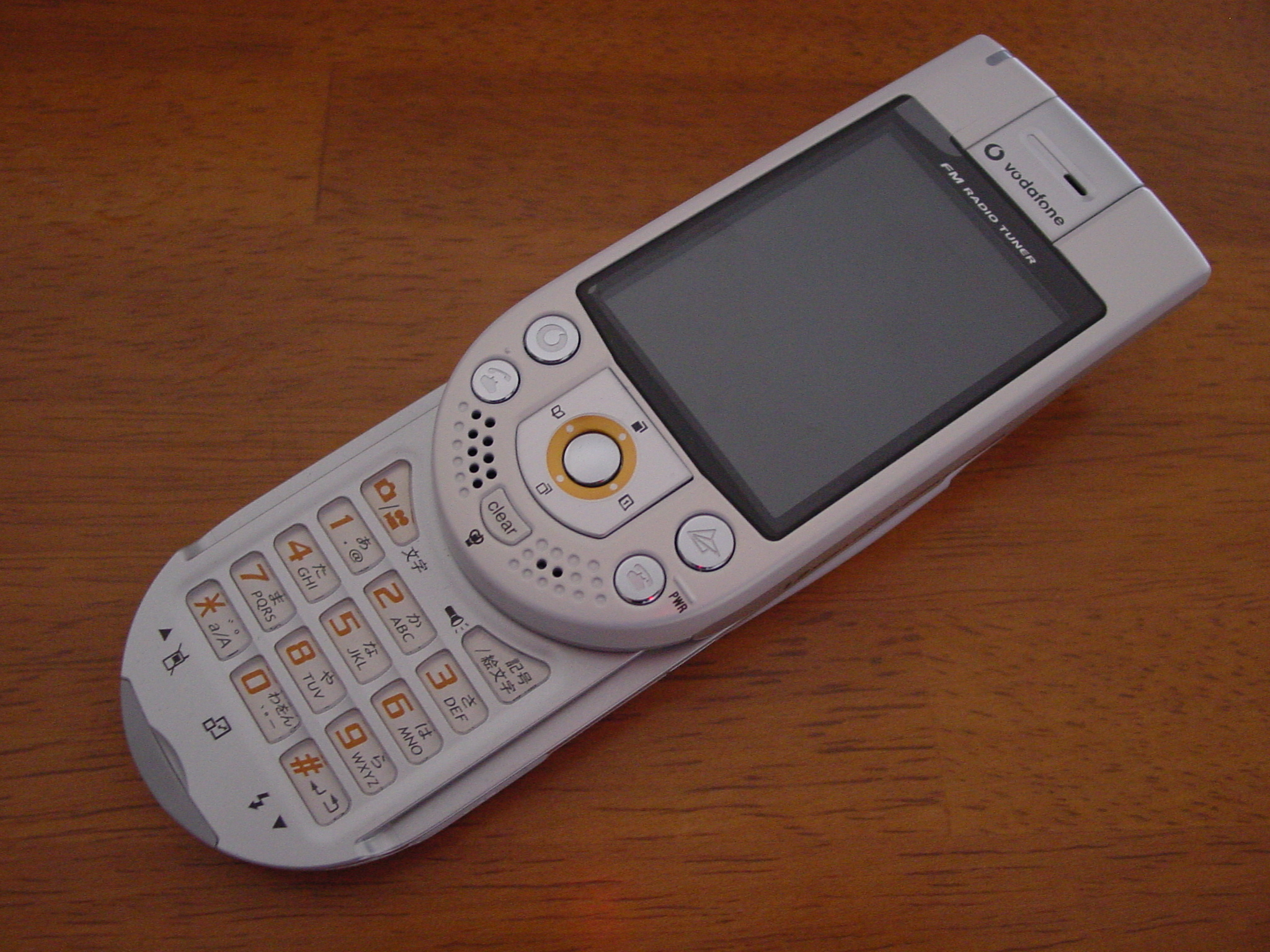
V401SA 2004年

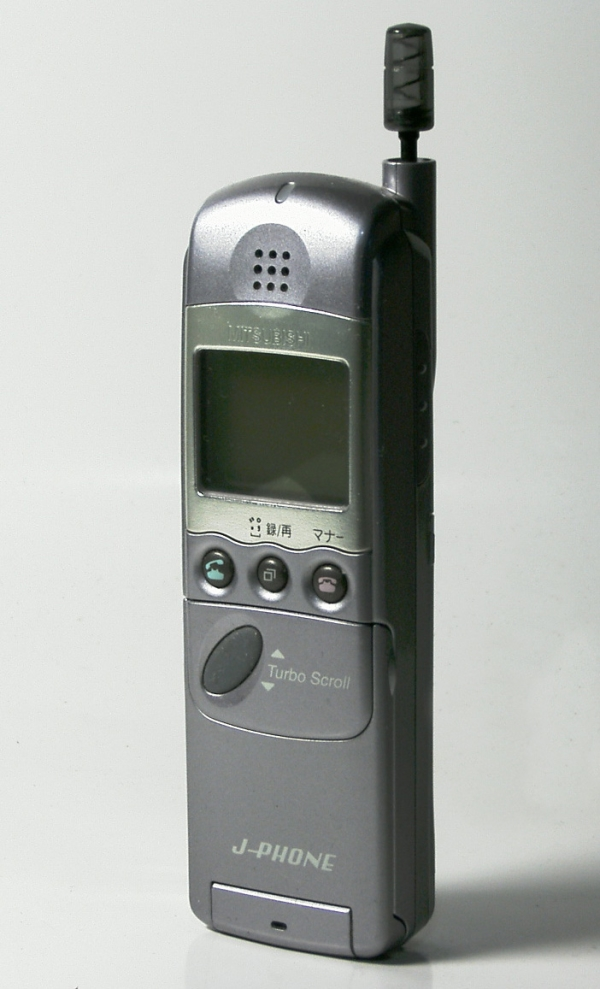
DP-222 1997年

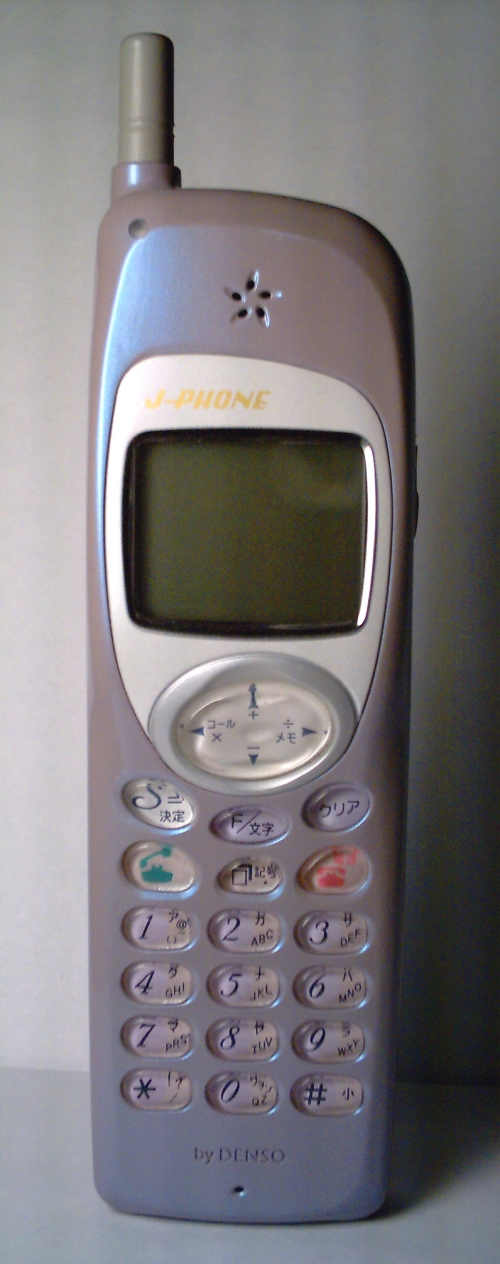
J-DN01 1998年

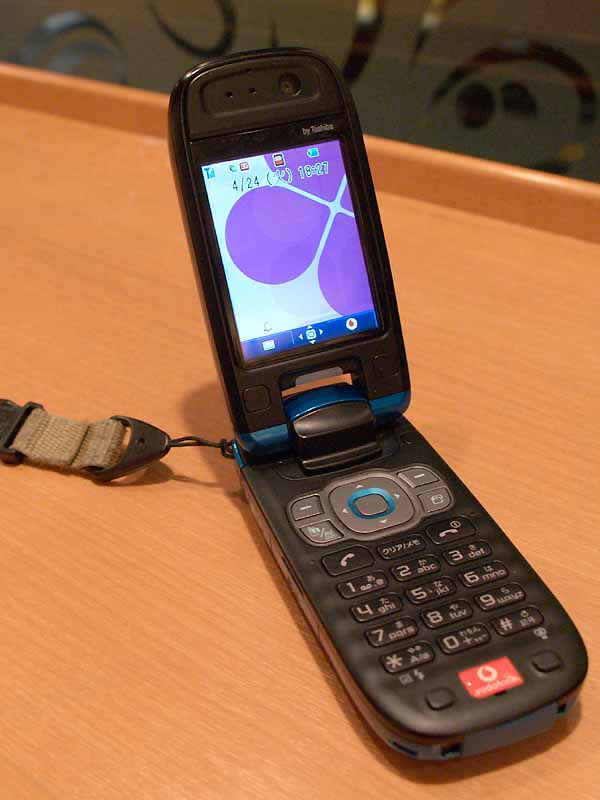
903T 2005年

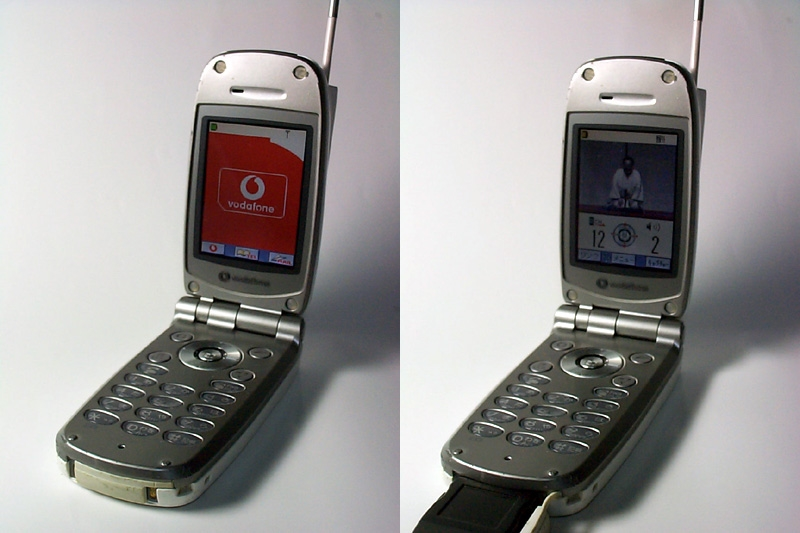
V601N 2003年
左側起動画面、右側TV受信画面

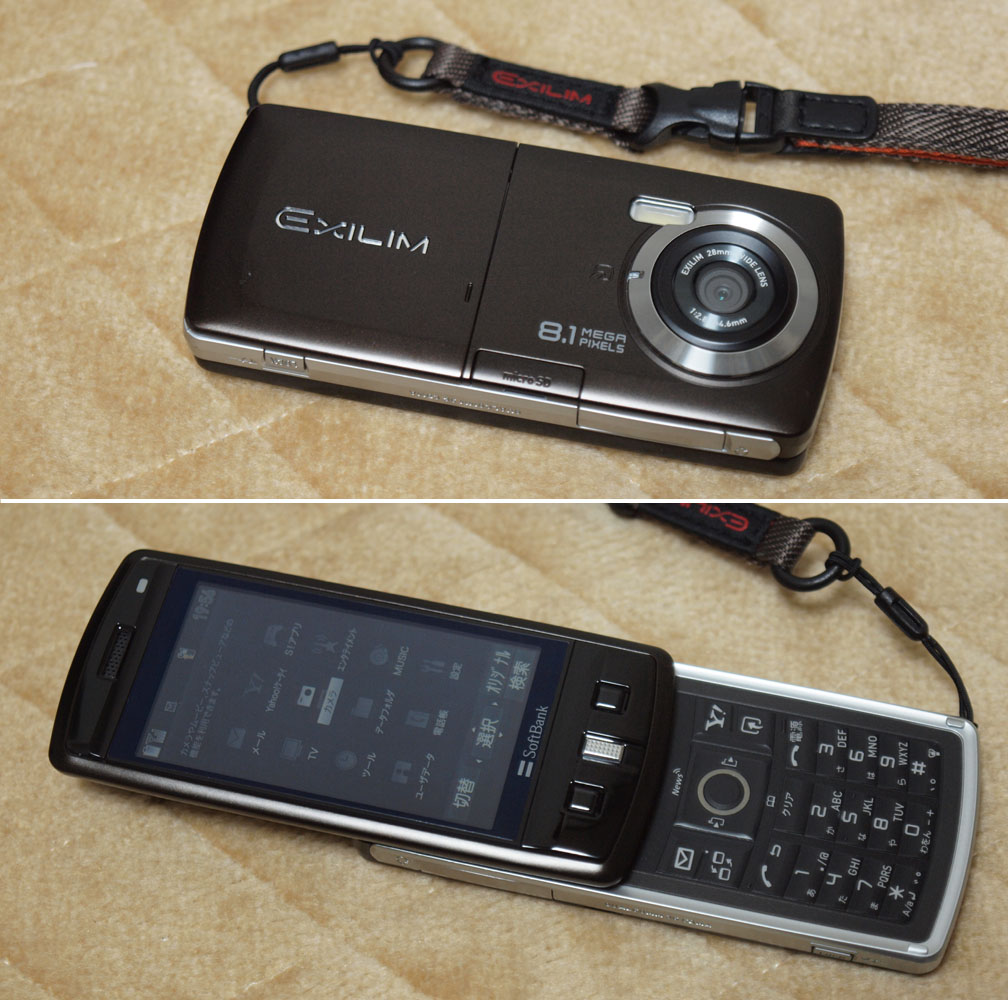
930CA 2009年

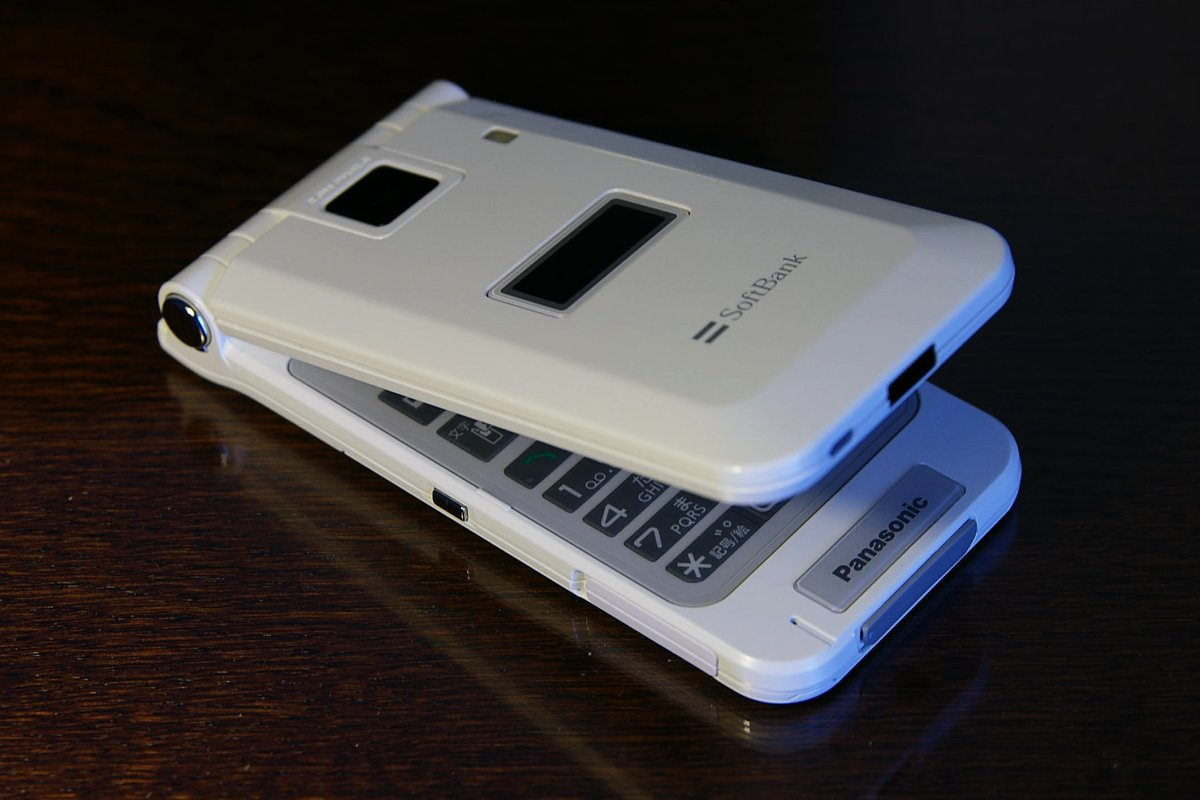
705P 2006年

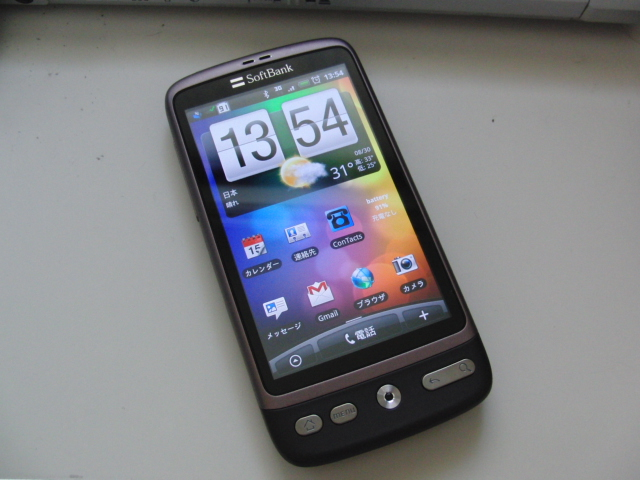
X06HT 2010年

三洋電機

略称「SA」（デジタルホン時代は「DP-18X」、デジタルツーカー仕様は「S」）（DT:緑、JP:桃色）
主にローエンド機を中心に鳥取三洋電機（現・三洋電機コンシューマエレクトロニクス）による製造でリリース。V801SAは、最初のボーダフォングローバルスタンダード端末として投入されるも、端末価格があまりにも高価だったことや不具合が頻発したことなどの要因が重なったため不評であった。その後、第二世代携帯電話で奇抜な外観が印象のV401SAを発売するも売り上げは思わしくない。結局V401SA以降、ボーダフォンへは投入されなかった。
三洋電機がNTTドコモへの納入を再開したことから、ボーダフォンからは撤退したのではないかとの憶測がなされたまま、ボーダフォンはソフトバンクブランドとなったが、こちら向けの端末供給もされなかった。
そして、2008年4月1日をもって、会社本体の経営不振による再建中の三洋電機は、京セラに他キャリア向けも含む携帯電話事業を譲渡すると発表した。京セラに譲渡後も2010年5月発売のSA002までSANYOブランドの端末はau向けには発売されたがソフトバンク向けには発売されなかった。
三菱電機

略称「D」（デジタルホン時代は「DP-22X」、デジタルツーカー仕様は「D」、「XC」）（DT:水色、JP:スカイブルー）
J-フォン時代は当時人気のフリップ式端末の供給をしており、待ち受け画面に登場する「アニメっちゃ」、初の16和音着信音メロディ対応機のリリースや大型スピーカー搭載による高音質・大音量などを実現していた。デザインやスペックは、NTTドコモのDシリーズよりも、当時ツーカーに納入していた「TH-4XX」シリーズに似たものとなっていた。
J-D08と比べV401Dではユーザーからの要望も含め、改良に改良を重ね1,000以上の項目を改善したり、コントロールパッドや加速度センサーを搭載するなど意欲的だったが、ボーダフォン体制時の端末調達絞り込みの影響を受けV401D以降の端末の開発は終了。
社内の開発チームも解散しており、プリペイド端末のJ-D07、V101D、V102D、V301D、V401Dの保守業務以外、撤退している。プリペイド端末も、201SHに取って替わられた。
2008年3月、ソフトバンク向けの供給がないまま、三菱電機は携帯電話事業の終息を発表した。
デンソー（旧・日本電装）

略称「DN」（デジタルホン仕様は「DP-19X」、デジタルツーカー仕様は「ND」）（DT:赤、JP:緑）
携帯電話オリジナルキャラクター「まめぞう」を端末に搭載。シンプルなルックスだがかわいらしく、好評であった。さらに、比較的コンパクトな端末だった上、端末側面にタッチセンサーを搭載し、握っている時のみ誤動作防止機能が解除されたり、文字変換機能が当時としてはかなり高度だったなど、実用面でも好評であった。そのため、液晶のカラー化が進む前のJ-PHONEでは（1999年頃まで）同社とケンウッドが人気メーカーだった。端末のイメージキャラクターには、歌手の知念里奈と俳優の江口洋介を起用していた。
2001年5月に携帯電話事業でのケンウッドとの協業を発表するも、同年秋の商品「J-DN31」を最後に携帯電話事業から撤退。
パイオニア
略称「PE」（デジタルホン仕様は「DP-21X」、デジタルツーカー仕様は「CA」）（DT:薄い紫、JP:灰色）
同社端末の売りは、全面タッチパネル式液晶携帯電話。「DP-211」は携帯初のタッチパネル式であり、その兄弟機種「DP-211SW」は携帯初の文字メッセージサービス（スカイメール、当時はスカイウォーカー）対応機種であった。操作の殆どを液晶にタッチする事で出来る、かなり個性的なものだった。
2001年春発売の「J-PE03II」（同社唯一の、非全面液晶&カラー・和音着信音モデル）を最後に携帯電話事業から撤退。
ケンウッド （現・JVCケンウッド）
略称「K」（デジタルホン時代は「DP-13X」、デジタルツーカー仕様は「K」）（DT:橙、JP:青）
デザインと音質を重視した商品が目立つ。1998年春に発売の「DP-134」（デジタルホン仕様）「K3」（デジタルツーカー仕様）は、サイドから見るとイルカのシルエットのようなグリップがつけられており、「ドルフィンライン」というキャッチコピーで売り出された。更に、当時の東京デジタルホンイメージキャラクターの藤原紀香が出演する同社CMやドラマでも同機種が使われ、OLを中心にヒットした。そして、オーディオや無線機の製造を手がけている技術力が生かされており、通話品質もハイレベルだった。その代わり、軽量化・多機能化にはそれほど熱心ではなかった。シャープや東芝のように高画質液晶やカメラ機能を全面に押し出しているわけではないが、根強い人気はあった。
しかし2000年ごろからケンウッド本体の経営が悪化。2001年5月には携帯電話事業でのデンソーとの協業を発表するも、2002年3月発売の「J-K51」（携帯電話初のステレオツインスピーカー搭載端末）を最後に携帯電話事業から撤退。株式会社山形ケンウッドで生産されていた。
富士通
品番は「DP-12X」ではじまる
こちらも、NTTドコモ等のFシリーズに準じた製品を配給していた。撤退はかなり早く、1998年夏の「DP-125」が最後。「J」からはじまる品番は1998年暮れの製品から使用されたものである。したがって「J-F01」等のような品番の製品は存在しない。
2010年10月に事業開始となった富士通東芝モバイルコミュニケーションズは、富士通が8割超を出資する連結子会社であったが、同社は東芝ブランドのスマートフォン及び携帯電話の開発･製造を行っていた。また富士通ブランドに関してはau向けは東芝ブランド同様の扱いだが、ドコモ向けについては製造受託を行うのみに留まっている。
なお、同社はその後の東芝の携帯電話事業撤退により富士通の完全子会社「富士通モバイルコミュニケーションズ」となった。
ノキア
略称「NK」（J-フォン時代は「NM」・デジタルホン時代は「DP-15X」）（DT:明るい緑、JP:薄い橙）
PDC製品では、デザイン性を前面に押し出した製品を製造・配給していた。1998年秋の商品「DP-154Ex」は、当時の日本製携帯電話にはないストリート風のデザイン、オレンジの配色等でファッション雑誌によく取り上げられた。J-NMシリーズ時代は、三洋電機のOEM製品で展開していた。
第三世代携帯電話では、Symbian OS搭載ストレート形3G端末702NKおよび702NK IIを投入している。スマートフォンを売りにしているこれらの端末は、PCとの親和性が高いことと世界中に出回っているSymbianアプリ（いわゆる「勝手アプリ」、「超勝手アプリ」を含む）を組み込めるなどの自由性が高さからPCユーザーを中心に人気がある。2006年夏にはこれらの後継機種、804NKを発売。採用されているSymbianOSのバージョンが上がり、旧機種で人気だった「勝手アプリ」は利用できなくなった（認証済みのSymbianアプリは利用可能）。かわりに、折畳み式スタイル、2.4インチQVGA液晶ディスプレイ・FMラジオチューナー・2メガピクセルデジタルカメラ・赤外線通信機能など、日本製携帯電話に近い機能が搭載されている。
ソフトバンクになってからは、SoftBankとしては初となるGSMクワッドバンドと3Gのデュアルモードローミングに対応した、705NK(Nokia N73)が、2007年1月に発売された。また、2007年4月に法人専用スマートフォン端末X01NKを発売した。2008年12月に日本事業撤退を発表し、Nokia E71は、発売を中止、Nokia N82が最後の端末となった。
シエラ･ワイヤレス
略称「SW」
2008年12月にコネクトUSBスティック型通信端末としてSoftBank C01SWを販売した。
Longcheer
略称「LC」
2009年3月にイー･モバイル網利用のパソコン向けのモバイルデータ通信サービスを開始し、それに伴い、コネクトUSBスティック型通信端末としてSoftBank C01LCを販売した。
東芝

略称「T」（デジタルホン時代は「DP-17X」）（DT:濃い緑、JP:エメラルドグリーン）
シャープに次ぐ人気のメーカー。ハイエンド機からローエンド機まで幅広い層に向けた端末を製作している。こちらも携帯電話で初めて、QVGA液晶を搭載したり（J-T08 2002年冬発売）モバイルフラッシュ機能搭載（J-T06 2001年夏発売）と、意欲的なメーカー。2004年夏のV601T以降の端末（V6・V5シリーズ、Vodafone 3G）においては、自社製3Dグラフィックアクセラレータ「MOBILE TURBO T4G」を搭載している。
第三世代携帯電話でも、ボーダフォン初のGPS機能搭載の製品（903T 2005年10月発売）や音楽プレーヤー機能を前面に押し出した製品（803T 2005年10月発売）などの製品を開発・製造している。
国内で初めて第三世代携帯電話を展開する事業者全てに3G端末を供給したが、2009年夏にT-01Aを発表するまではNTTドコモ向けの端末配給は途絶えていた。au（KDDI／沖縄セルラー電話連合）向けにも意欲的に端末を供給しているが、ボーダフォン時代に3G端末が登場してから同社向けの供給の比重が増えてきていた。
2006年1月に発表されたVodafone 3G端末のx04シリーズでは、904Tが提供される全てのサービスに対応し、フルスペック端末となった。910TはBluetoothによるワイヤレスミュージックスタイルに1GBメモリなどを搭載し、au向けのW44T（TiMO W44T II / LEXUS W44T IIIを含む）と同じく大容量音楽ケータイである。また、803Tの成功以降、継続して音楽再生に注力した機種を発売している（705T、811T、911T）。
2007年2月にはソフトバンク初の子供向け端末812T（通称「コドモバイル」）を発売、3月には、ワンセグや3G ハイスピードに対応するなど機能が充実した911Tを発売した。2007年夏モデルでは、筐体にチタンを採用した814T、幅広いコーディネートを可能にした815Tなどを発売した。また、2007年12月には東芝としては国内で展開する初のスマートフォンとなるX01Tが発売された。2008年春の921Tは「REGZAケータイ」を名乗り、さらにメインディスプレイに有機ELを搭載。
2007年春から2008年春のモデルは、「X01T」「813T」以外の全モデルが国際ローミングに対応しない。しかし、2008年夏モデルの823Tと824Tで国際ローミング（3Gエリア限定）に対応している。実質、全キャリア供給経験がある（ドコモ・au（旧IDO/DDIセルラー時代を含む）・ソフトバンク・イー・モバイル・ウィルコム・ツーカー。ただし、ディズニー・モバイルなどMVNOオペレータを含まない場合）
2008年冬にはコーディネート携帯第2弾830Tなどを販売した。2008年3月の921T以降、新たな9xxシリーズおよび8xxシリーズは投入の目途が立っておらず、それ以降は同キャリア向けの東芝機種はスマートフォンのSoftBank Xシリーズのみの展開となっている。

2010年10月、富士通の連結子会社である富士通東芝モバイルコミュニケーションズへ、東芝ブランドの携帯電話を移管した（富士通ブランドは発売のみ富士通本体に残したままとなる）。

2012年4月、富士通東芝の全株式を富士通に譲渡し、携帯電話事業から撤退すると発表した。富士通東芝は富士通の完全子会社「富士通モバイルコミュニケーションズ」となった。
デル
略称「DL」
2010年冬モデルから、タブレットPC型スマートフォン Dell Streak 001DLを発売。
2012年には標準的なスマートフォン101DLを供給する。
しかし、2012年12月にWindows 8のタブレットに開発を専念するため、Androidスマートフォンの開発中止を発表。101DLが実質最後の端末となった。
ソニー
（J-フォン時代の略称は「SY」・デジタルツーカー時代は「SO」）（JP:薄い青）
ツーカーの株主だったソニーは、デジタルツーカーのツーカーローミング地域向けに製品を供給。日産の携帯電話事業撤退を期に1999年秋に「J-SY01」（当時ツーカーで人気商品だった「TH291」に準じた仕様）が発売されたが、これが最初で最後のJ-フォン向け端末となった。岩手県のソニー千厩株式会社（現在のソニーイーエムシーエス株式会社千厩テック）で生産されていた。
2010年7月9日に、ソフトバンクブランドではなく、ソニーブランドとして、デジタルフォトフレーム S-Frame DPF-NS70を供給し、11年ぶりにソニーから端末が供給された。
NECカシオ モバイルコミュニケーションズ、 日本電気(NEC)

略称「N」（デジタルホン時代は「DP-11X」）（DT:青、JP:赤）
デジタルホン第1号機(DP-111)をリリースした。NTTドコモ向け端末を中心に供給しており、ボーダフォン向けにはほとんど新機種を投入しなかった。V601Nで日本で初めてアナログテレビ受信端末をリリース。Vodafone 3G向け端末802N、703Nは国内専用W-CDMA端末である。2006年春に発売の804NではV-N701以来のGSM対応で、本体内部メモリが450メガバイトである。同社はJ-フォン〜ボーダフォン時代における、3G黎明期より試験端末を積極的に開発してきたが、Vodafone 3Gの頃に発売された製品は、機能的な面で大きく劣る機種や使い勝手の面に重要な問題があった機種などで、他機種と比較され売れ行きは伸び悩んだ。
ソフトバンクになってからは、薄型の商品として新たに705Nを発売し、2007年3月には兄弟機706Nを発売した。706Nの発売以後はソフトバンクモバイル向け端末の新モデルは途絶えていたが、2008年2月7日のソフトバンク2008年3月期第3四半期決算発表にて、孫正義が「非常にすばらしい端末の提案を頂いたため、いずれ魅力的な端末を紹介出来ると思う」と語っており、2008年夏モデルとして、821Nなど3機種を発表した。なおこの再参入より、通話・SMS専用の740N・741Nを除く全機種がNTTドコモ向け端末とプラットフォームを共通化（OSにLinuxを使用）し、706Nまでの機種とは操作性が大きく異なる。2009年夏にはソフトバンクに対して初のハイエンドモデル930N、931Nを発表。
2010年5月1日に子会社のNECカシオ モバイルコミュニケーションズが、日本電気の携帯電話端末事業（モバイルターミナル事業本部）を承継し、事業開始した。Nカシに統一されて以降、NECブランドでは、MEDIASシリーズ、CASIOブランドではG'z Oneシリーズを展開しているが、ソフトバンク向けはMEDIASブランドのみとなっている。
2012年にソフトバンク向けでは初となるスマートフォン101Nを発売。
2015年現在、フィーチャーフォンを含めて供給が無く、NTTドコモ向けフィーチャーフォンに集中。将来的に携帯電話端末事業から完全撤退することを見据えて、2016年3月にNECモバイルコミュニケーションズはNEC本社に事業譲渡しており、その後清算される予定である。
旧・カシオ日立モバイルコミュニケーションズ

略称「CA」（J-フォン・ボーダフォン時代はカシオ計算機は供給無し、NECは前述。）
2008年8月5日のソフトバンク2009年3月期第1四半期連結決算発表にて孫正義社長が、8月19日には両社連名のプレスリリースで発表した。
同年11月21日に830CAを発売した。なお、830CA、930CAはNECに開発と生産を委託している。
Nカシ統一後、カシオブランドの端末は930CA発売以降、供給がない。
パナソニック モバイルコミュニケーションズ（旧・松下通信工業）

略称「P」「PM」（デジタルホン時代は「DP-14X」）（DT:ローズピンク、JP:紫）
デジタルホン・J-フォン向けに松下通信工業時代から端末を供給していた。基本的に、NTTドコモ等のPシリーズに準じた製品を配給していた。同社が得意とする薄型軽量技術を生かした商品が多かった。2000年6月発売の「J-P02」は、重量が61グラム（現在に至るまでソフトバンク最軽量モデル）である。2002年5月発売の「J-P51」は、折りたたみ式携帯電話が人気の絶頂だった当時としてはめずらしく、ストレートタイプの形状を採用。軽量かつ多機能だった事、そしてパナソニックというブランド力もあってストレート端末の割に売れた機種である。現在もソフトバンクモバイルのサイトにて製品情報を参照する事ができる。
ボーダフォン時代は端末を供給しなかったが、ソフトバンクによる買収が行われた後、2006年5月10日のソフトバンク決算説明会で孫正義が「年内に音声端末を登場させる予定」と述べ、パナソニック側も開発中であることを認めるコメントをした。同社製のソフトバンク向け端末 705P が2006年7月に技術基準適合認定、2006年9月28日よりボーダフォンへ端末供給を開始、ソフトバンクブランドとしても10月7日より発売された。2007年には、兄弟機となる706Pが発売。2007年夏モデルでは、パナソニック製音声端末としては初となるスライド型端末810Pを発売。
2008年春モデルではパナソニック製SoftBank 3G 端末初のハイエンド機920Pを発売。この920P以降、NTTドコモ向け端末とプラットフォームを共通化（OSにLinuxを使用）した端末が多くなるが、ローエンド機（840P、002Pなど）は引き続き従来のプラットフォーム（APOXI）を継承している。両者は同じメーカーでありながら、操作性が大きく異なる。
2008年夏モデルとして、パナソニック初となる防水機種Tropical 823Pを発表した。それ以降、多くのVIERAケータイを発表し、2009年冬にはスピードセレクター搭載のスライド型のVIERAケータイ（940P）を発売。
東芝のソフトバンクからの撤退以降、パナソニックはソフトバンク内でより存在を示すようになり、840P、002Pといったカラーバリエーション豊富な端末や、840P for Biz、002P for Bizといった法人向け端末も供給するようになるなど、以前より幅広く供給するようになった。
2011年発売の003Pよりスマートフォンも提供。しかし2012年7月のP-06D（ELUGA V）より国内でも展開されているELUGAブランドのスマートフォンは提供されていない。
2012年7月に発売されたSoftBank 103P以降しばらく供給が無かったが、2014年1月に発売されたSoftBank 301Pで供給を再開した。
2015年5月29日には、さらに後継となるCOLOR LIFE 5 WATERPROOF（601PM）が発売開始された。COLOR LIFE 5 WATERPROOFは、SoftBankブランドのフィーチャー・フォンとしては初めてのSIMロック解除に対応した端末となった。
2018年現在、上記COLOR LIFE 5 WATERPROOFを最後に供給されておらず、いわゆるガラホこと4Gフィーチャーフォンは現時点で存在しない。
レノボ
略称「LV」
2009年9月に通信モジュールを搭載したノートブック、IdeaPad S10をオンラインショップのみで販売した。
2014年9月にWindows搭載のタブレット、ThinkPad 10 for SoftBankを法人向けに販売した。
2015年11月にAndroidタブレット、Lenovo TAB2 A8をベースとしたLenovo TAB2を発売した。その翌年には続けてLenovo TAB3を発売した。
2016年11月にソフトバンク初となるWindows 10 Mobileを搭載したスマートフォン、SoftBank 503LVを法人向けに発売した。
HTC

略称「HT」
2006年10月にHSDPA初導入でWindows Mobileを搭載した初のスマートフォン端末X01HTでソフトバンクモバイルへ初めて携帯電話を供給を開始した。2007年9月にはストレートタイプのスマートフォンとなるX02HTを発売した。2008年11～12月に、アジア、ヨーロッパでも発売されたHTC Touch Diamond、HTC Touch ProがX04HT、X05HTとしてそれぞれ販売された。
2010年4月には、ソフトバンクから初のAndroidスマートフォンとなるHTC Desire X06HT、HTC Desire HD 001HTなどのハイスペックなスマートフォンを発売したが、2011年4月にauからISW11HTが発売されるとソフトバンクへの供給はなくなった。
2017年5月には、グローバルでのフラグシップモデル「HTC U11」を2017年夏モデルとして発売する事を発表し、同年7月に発売開始した。HTCにとっては上記001HT以来6年半ぶりのソフトバンク向け端末供給となる。
スラヤ
略称「TH」
アラブ首長国連邦の衛星電話会社。2013年2月に発売された衛星電話専用端末、201THで参入。同時に開始されたソフトバンク衛星電話サービスはスラヤの衛星通信設備を利用している。同年9月にiPhone 5に接続することで衛星電話として利用できるようにするケース型の端末、202THを発売した。
2017年1月にThuraya XT-PROをベースとした501THを発売した。201THに対し、インターフェースの汎用化やバッテリーの強化などの改良が行われている。
セイコーソリューションズ(旧・セイコーインスツル)
略称「SI」
データ通信専用CFカード型端末VC701SIを供給していた。国内のほか、海外W-CDMA網でも使うことができる。登場当時の各検証記事や雑誌などでは、NTTドコモやau向けのカード端末と比べ、利用者数が他キャリアよりも少ないこともあり、「同じW-CDMAのFOMAよりも高速」「繋がる」などと高く評価されていた。
ソフトバンクになってからは、HSDPA（3G ハイスピード）/W-CDMA方式のカード端末C01SIを発売。
第3世代データ通信カードでは数少ない、キャリアが公式に Mac OS X 対応を明示しているカードであり、ユーティリティソフトも提供されている
2009年3月にC01SIがカタログに載らなくなった。C01SI以降しばらく供給がなかったが、初のSoftBank 4G端末であるWi-Fiルーター型端末ULTRA WiFi 4G 101SIを2012年2月24日に発売した。
2014年2月に3G通信機能を搭載したスマート体組成計 301SIを発売した。
セイコーソリューションズ初のPhotoVisionシリーズ、PhotoVision TV2を2015年9月に発売した。
セイコーソリューションズ初のみまもりケータイ、みまもりケータイ4を2017年3月に発売した。
セイコーソリューションズ初のソフトバンクブランド向けガラホとして、シンプルスタイル（プリペイド）専用モデル「Simply（602SI）」（2017年12月15日発売）と法人向けポストペイド契約モデル「Simply B（701SI）」（2017年12月8日発売）をそれぞれ発売。これらはY!mobileブランド向けに発売された「Simply 603SI」（2017年8月10日発売）のリモデルとなる。
バルミューダ
2021年冬に国内通信事業者としてはソフトバンク限定でBALMUDA Phoneを販売したが、円安やそれに伴う部品費用の高騰により原因により、2023年春にバルミューダは携帯電話事業撤退を宣言した。